# Synaphobranchinae
Sous-famille
Les Synaphobranchinae sont une sous-famille de poissons téléostéens serpentiformes.

## Liste des genres
- genre Haptenchelys Robins et Martin in Robins et Robins, 1976
- genre Histiobranchus Gill, 1883
- genre Synaphobranchus Johnson, 1862